# Kayak-cross
Le kayak-cross (KX1), ou kayak cross, est une nouvelle discipline de kayak mono-place en eau vive avec obstacles. Il s'agit d'une course où de trois à quatre concurrents s'affrontent en même temps, au contraire du kayak slalom qui est une course contre-la-montre. 
Les concurrents basculent en même temps d'une plateforme située entre 2 à 5 mètres au dessus du stade d'eau vive ou de la rivière. La position des concurrents sur la plateforme est déterminée par leur résultat chronométré réalisé sur le parcours avant l'épreuve. 
Les concurrents doivent contourner des obstacles, dans le sens du courant pour le boudin suspendu vert et à contre-courant pour le boudin suspendu rouge. À la différence du kayak slalom où il est interdit de toucher les barres symbolisant les portes, au kayak-cross il est autorisé de toucher et pousser les boudins. Les concurrents doivent aussi exécuter dans une zone déterminée un esquimautage, une rotation complète du kayak dans l'eau . Un passage réduit ne permettant le franchissement que d'un seul kayak se trouve aussi sur le parcours. La course dure en général une grosse minute. Cette discipline s'inspire d'autres sports comme le ski-cross ou le BMX Race.
Les contacts sont autorisés, les concurrents portent donc souvent un casque plus protecteur que pour les autres disciplines de kayak et des coudières, plastrons et protège-dents mais ces équipements ne sont pas obligatoires. 
Le kayak utilisé est différent de celui des autres épreuves, le carbone a été remplacé par le plastique pour résister aux chocs, il est deux fois plus lourd (18 kg poids minimal) et plus court, (2,75 m maximum contre 3,50 m pour le kayak slalom). La pagaie est également différente avec son arrondi moins fin donc moins tranchant à cause des contacts.  
Apparu aux Championnats du monde de slalom de canoë-kayak 2017 à Pau sous le nom d'Extreme K1, le kayak cross est pour la première fois une des épreuves de canoë-kayak aux Jeux olympiques d'été de 2024.
La Fédération internationale de canoë (ICF) a choisi de nommer cette nouvelle discipline kayak-cross pour éviter tout confusion avec les formats de kayak et canoé en eau vive et s'aligner sur les autres évènements sportifs olympiques avec cross dans leur nom.